# Phortica manjano
Phortica manjano är en tvåvingeart som beskrevs av Prigent och Chen 2008. Phortica manjano ingår i släktet Phortica och familjen daggflugor.
Artens utbredningsområde är Kenya. Inga underarter finns listade i Catalogue of Life.